# Fikh
Fikh (arab. فقه, fiqh, „zrozumienie”) – nauka prawa muzułmańskiego, termin tłumaczony najczęściej jako jurysprudencja muzułmańska. Specjalistą w dziedzinie fikhu jest fakih bądź usulita. Obecnie w ramach islamu sunnickiego istnieją cztery szkoły prawne (mazhaby). Różne odłamy islamu szyickiego mają odrębne systemy prawne.

## Etymologia
Termin fiqh wywodzi się od rdzenia fqh i oznacza zrozumienie. Jako termin techniczny prawa muzułmańskiego, oznacza zrozumienie prawa bożego (szariatu), czyli wiedzę człowieka na ten temat.

## Fikh a szariat
Według zasad islamu, szariat jest prawem boskim i istnieje niezależnie od człowieka. Bóg w Objawieniu, na które składają się Koran i sunna Proroka, przekazał człowiekowi wskazówki, pozwalające mu odkryć treść tego prawa. Stan ludzkiej wiedzy na temat szariatu (czyli jego zrozumienie) to fiqh. Z tego względu, o ile szariat jest wieczny i niezmienny, fiqh może podlegać ewolucji bądź degradacji.
Ponieważ szariat jest prawem boskim, rolą prawnika nie jest tworzenie prawa, lecz jego odkrywanie i interpretacja. Stosunkowo niewielka część norm i zasad prawa muzułmańskiego zawarta jest wprost w Objawieniu. Wersety bądź hadisy zawierające taką normę, określane terminem nass, muszą spełniać określone warunki, przede wszystkim tekst musi być jednoznaczny i zawierać wprost wyrażoną kwalifikację prawną (hukm) określającą dany czyn jako obowiązkowy, zakazany, obojętny, zalecany bądź niepochwalany. W innym przypadku tekst stanowi jedynie wskazówkę, dzięki której prawnik, na drodze idżtihadu usiłuje odgadnąć właściwą dla danej kwestii kategorię. Choć więc prawnicy muzułmańscy dążą do sytuacji, w której formułowane przez nich przepisy prawa będą tożsame z szariatem, w przypadku praw określonych za pomocą idżtihadu nie można mieć takiej pewności.

## Prawo muzułmańskie
Na naukę prawa muzułmańskiego składają się dwie dziedziny. Opisywaniem konkretnych norm prawnych zajmują się fakihowie, specjaliści w dziedzinie furu al-fiqh, podczas gdy metodologia formułowania tych przepisów ujęta jest w dziełach z zakresu usul al-fiqh.

### Furu al-fiqh
Prawo muzułmańskie jest w założeniu prawem totalnym. Założenie to wyrażone jest w sforumułowanej przez Asz-Szafi’iego zasadzie, że nie ma wydarzenia w życiu muzułmanina, co do którego w Księdze Boga nie byłoby wskazówek, jaka jest w tym przypadku droga prosta. Zgodnie z muzułmańską klasyfikacją, prawo to dzieli się na dwie podstawowe domeny – sprawy związane z kultem (ibadat), oraz z relacjami międzyludzkimi (mu’amalat, dziedzina do której należy prawo rodzinne, handlowe, administracyjne, karne, wojenne, etc.).

### Usul al-fiqh
Dzieła poświęcone usul mają najczęściej podobną strukturę i zawierają te same elementy. Traktują one o źródłach prawa muzułmańskiego, metodach korzystania z nich, kategoriach prawnych, a także hermeneutyce tekstów Objawnienia.
Prawnicy muzułmańscy formułują przepisy prawa muzułmańskiego w oparciu o wskazówki zawarte przez Boga w Objawieniu. Materialnymi źródłami prawa są więc teksty objawione – Koran i sunna Proroka. Metody interpretacji źródeł materialnych, to tzw. źródła formalne prawa muzułmańskiego. Za najważniejsze uważa się kijas, czyli rozumowanie analogiczne, oraz idżmę, czyli konsensus prawników. Inne źródła (materialne i formalne) to np. istihsan (poszukiwanie najkorzystniejszego rozwiązania), istislah (kierowanie się dobrem wspólnoty), urf (obyczaj prawny, często lokalny), amal (lokalne prawo zwyczajowe).
Głównym celem prawnika muzułmańskiego jest odnalezienie właściwej dla każdej możliwej sytuacji kwalifikacji prawnej. Każde zachowanie może więc być określone jako obowiązkowe (fard, wadżib, czyn, którego niedopełnienie prowadzi do kary w życiu wiecznym), zalecane (mustahabb, czyn, którego popełnienie jest nagradzane), obojętne (mubah), potępiane (makruh, powstrzymanie się od tych czynów jest nagradzane), zabronione (haram, czyn, którego popełnienie prowadzi do kary). Zgodnie z inną klasyfikacją, każdy akt może zostać określony jako ważny z punktu widzenia prawa, bądź nie. Przykładowo: każda z pięciu nakazanych prawem modlitw stanowi obowiązek religijny, jest więc wadżib. Jednakże modlitwa odprawiona bez spełnienia pewnych formalnych wymogów, np. zachowania czystości rytualnej, czy skierowania się w jej trakcie w stronę Mekki, jest prawnie nieważna. Ponieważ lichwa jest zabroniona przez prawo muzułmańskie (jest więc haram), wszelkie transakcje zawierające element lichwy są z punktu widzenia prawa nieważne. Określenie tych kategorii prawnych jest kolejnym stałym elementem dzieł z dziedziny usul al-fiqh.
Formułowanie norm prawnych na podstawie Objawienia wymaga określenia jednolitych zasad interpretacji tekstu (idżtihadu). Dzieła poświęcone usul al-fiqh omawiają więc również zagadnienia językowe, analizując wyrażenia jedno- i wieloznaczne, ogólne i szczegółowe etc. Wiele uwagi poświęcone jest teorii abrogacji, mówiącej o tym, który z wersetów obowiązuje w przypadku licznych w Koranie i sunnie sprzeczności, jak również w przypadku sprzeczności między dwoma źródłami prawa. Na koniec omawiany jest problem kompetencji wymaganych u mudżtahida (czyli prawnika podejmującego samodzielną interpretację źródeł prawa, idżtihad).
Wszystkie wspomniane kwestie mogą być rozstrzygnięte na wiele sposobów. Nie wszyscy prawnicy uznawali wszystkie wymienione źródła (poza Koranem i sunną) prawa bądź interpretowali je odmiennie czy też przypisywali im inną wagę. Różne były kryteria jedno- i wieloznaczności terminów, inne zasady nadawania konkretnego znaczenia terminom ogólnym, czy szczegóły teorii abrogacji. Różnice te spowodowały powstanie w ramach islamu wielu szkół prawnych. Większość z nich zanikła z biegiem czasu, do współczesności zachowały się cztery szkoły sunnickie. W ramach islamu szyickiego istnieją odrębne szkoły prawne.

## Rozwój prawa muzułmańskiego
Po śmierci Mahometa władzę we wspólnocie przejęli kalifowie. Objawienie, choć zawierało pewną liczbę norm prawnych i liczne wskazówki, nie stanowiło zwartego systemu prawnego, mogącego stać się podstawą prawa stanowionego. Pierwsi kalifowie rządzili więc zgodnie z arabskim prawem zwyczajowym tam, gdzie nie było ono sprzeczne z nową wiarą. Pierwsi kalifowie rozpoczęli również proces kodyfikacji prawa zawartego implicite bądź explicite w Koranie, określając sankcje za czyny niezgodne z nakazami świętej księgi (jak np. określenie kary na spożywanie alkoholu). Idea, że prawo powinno objąć całokształt ludzkiej aktywności, jeszcze się jednak nie pojawiła, kalifowie rządzili zgodnie z własną interpretacją Koranu, nie dążąc do stworzenia jednolitego systemu prawnego w całości opartego na Objawieniu. Innymi wczesnymi źródłami prawa muzułmańskiego była sunna (obyczaj) Proroka, jego Towarzyszy oraz poprzednich kalifów. Wraz z rozrostem państwa muzułmańskiego kalifowie musieli delegować część swojej władzy, powołując kadich, sędziów. Od tej pory, obok dekretów kalifa, w rozwoju prawa muzułmańskiego poważną rolę odgrywały wyroki kadich, którzy kierowali się w swoich decyzjach literą bądź duchem Koranu, prawem zwyczajowym (arabskim i lokalnym), sunną Proroka, Towarzyszy i pierwszych kalifów, a także własną opinią (ray').
Tak kształtowane prawo nie było jednolite w ramach imperium. Opierało się ono na rozmaitych prawach lokalnych (szczególnie w dziedzinie norm administracyjnych), nieusystematyzowanych (więc indywidualnych) odwołaniach do Koranu, powoływało na przekazane przez tradycję opowieści o czynach czy konkretnych decyzjach Proroka, które, choć w części najpewniej autentyczne, w wielu przypadkach były wytworem lat późniejszych (patrz sunna). W ten sposób pod koniec I w. hidżry (czyli na początku VIII w. n.e.) zaczęły kształtować się lokalne szkoły prawne, reprezentujące odmienne tradycje prawne. Ponieważ uczeni reprezentujący różne szkoły przekonani byli, iż sunna (obyczaj) ich szkoły stanowi kontynuację sunny Proroka, popularna stała się praktyka przypisywania obowiązującej w ramach danej szkoły doktryny konkretnym osobom spośród dawniejszych autorytetów – a więc z początku Następcom, potem Towarzyszom, w końcu samemu Prorokowi. Praktyka ta jest wyrazem powolnego kształtowania się przekonania, że prawo w państwie muzułmańskim musi w całości mieć sankcję religijną. Przekonanie to znajdzie dojrzały wyraz w myśli Asz-Szafi’iego, że nie ma takiego wydarzenia w życiu muzułmanina, któremu nie odpowiadałaby właściwa kwalifikacja prawna. Od kiedy jednak istniejąca praktyka prawna zaczęła być wspierana autorytetem religijnym, problemem stało się jej terytorialne zróżnicowanie. Doktryny szkół były niezwykle różnorodne i nie mogły wszystkie wywodzić się od Proroka.
Równolegle do rozwoju pierwszych, tzw. geograficznych szkół prawnych, rozwijał się ruch tradycjonistów, nawołujących do wzorowania się muzułmanów na postępowaniu Mahometa i zbierających istniejące przekazy o słowach i czynach Proroka. W ten sposób pojęcie sunny Proroka zaczęło zmieniać charakter. Do tej pory na sunnę Proroka powoływano się w sposób nieusystematyzowany, często bardzo niekonkretny. Sunna był to wzorzec postępowania bądź obyczaj wiązany z daną osobą, między innymi Proroka. Działalność tradycjonistów doprowadziła do powstania pojęcia hadisu, a więc przekazu dotyczącego konkretnych słów czy działań Proroka wraz z listą osób, które brały udział w przekazywaniu tej informacji potomnym. Lista taka powinna być w założeniu ciągła i sięgać do bezpośredniego świadka relacjonowanego wydarzenia. Stopniowo wśród prawników muzułmańskich zaczęły pojawiać się głosy, że materialnym źródłem prawa powinno być jedynie Objawienie, a więc Koran i sunna Proroka. Zaś autentyczność tej sunny gwarantować powinien weryfikowalny isnad, czyli lista przekazicieli tradycji. Sunna Towarzyszy i Kalifów Sprawiedliwych zaczęła tracić na znaczeniu jako źródło prawa muzułmańskiego.
Dzieło ostatecznego uporządkowania kwestii źródeł prawa muzułmańskiego przypisuje się Muhammadowi ibn Idrisowi Asz-Szafi’iemu. Jego Risala (pierwsze dzieło z dziedziny usul al-fiqh) jako źródła prawa wymienia Koran, sunnę Proroka (w formie hadisów), kijas (rozumowanie analogiczne) oraz idżmę (konsensus). Ujednolicenie źródeł prawa muzułmańskiego doprowadziło do ujednolicenia samego prawa. Konieczność wyprowadzenia każdego przepisu, bezpośrednio lub pośrednio (za pomocą rozumowania analogicznego) na Objawieniu spowodowała wyeliminowanie zarówno rayu, jak i lokalnego obyczaju prawnego (a więc źródeł różnorodności) z procesu tworzenia prawa. Różnice doktrynalne, choć mniejsze, istniały nadal, przestały mieć jednak znaczenie lokalne. W ten sposób doszło do powstania nowych szkół prawnych, tym razem identyfikowanych nie geograficznie, lecz personalnie. Do najważniejszych należały: szkoła malikicka (związana z Malikiem ibn Anasem), hanaficka (Abu Hanifa), szafi’icka (Asz-Szafi’i), hanbalicka (Ahmad ibn Hanbal) i zahirycka (Dawud ibn Chalaf, nazwa szkoły odnosi się w tym przypadku nie do imienia założyciela, lecz treści doktryny, która charakteryzowała się skrajnie literalnym podejściem do źródeł materialnych – zahir po arabsku oznacza oczywisty, zewnętrzny), z których ostatnia nie przetrwała do czasów współczesnych. Różnice między szkołami wynikały głównie z odmiennego podejścia do formalnych źródeł prawa, wśród których, mimo wysiłków Asz-Szafi’iego, niektóre szkoły uznają zasadę maslaha, a więc dobra publicznego. Szkoła malikicka zaś powołuje się na prawo zwyczajowe Medyny, wychodząc z założenia, że sunna miasta będącego ośrodkiem państwo- i prawotwórczej działalności Mahometa musi odbijać sunnę samego Proroka.
Eponimiczni założyciele szkół nie byli w istocie autorami całości przypisywanej im doktryny. Proces „tworzenia autorytetu” był dziełem następnych pokoleń, które przypisywały wybranemu uczonemu zarówno własne osiągnięcia, jak i to, co zaczerpnęli oni od swoich poprzedników. Proces ten widoczny jest najbardziej w przypadku szkoły hanbalickiej, której eponimiczny założyciel nie stworzył w ogóle teorii prawnej.

## Źródła prawa muzułmańskiego
Prawo muzułmańskie (szariat) jest w założeniu prawem boskim, jego treść zawarta jest więc w Objawieniu, za które muzułmanie uważają zarówno Koran, jak i sunnę Proroka. Jednak żadne z objawionych źródeł nie może stanowić podstawy dla prawa w sposób bezpośredni. Tylko niewielka część przepisów zawarta w nich jest wprost. Większość należy z nich wydedukować, na podstawie ściśle określonych w ramach każdej szkoły reguł rozumowania.
Prawnicy muzułmańscy, dążąc do ścisłego rozdzielenia tego co ludzkie, od tego co boskie, zgodnie twierdzili, że rezultatem ludzkiego rozumowania może być osąd jedynie prawdopodobny. Dopiero jednogłośność (konsensus) wspólnoty mogła nadać charakter pewności normom prawnym wywiedzionym z Objawienia, a nie zawartym w nim wprost.

### Koran
Koran, objawione słowo Boga, jest najbardziej oczywistym źródłem prawa muzułmańskiego. Lecz, choć zawiera pewną liczbę przepisów i nakazów, nie stanowi on w żadnym wypadku wykładni systemu prawa.
Liczbę legislacyjnych wersetów koranicznych prawnicy muzułmańscy szacują na około 500, niemożnością by więc było, by określały one postępowanie człowieka we wszystkich możliwych sytuacjach. Koraniczna legislacja jest jednak nie tylko niepełna, lecz także wybiórcza. Niektóre kwestie – jak np. prawo spadkowe – zostały w nim potraktowane dość szczegółowo, podczas gdy inne aspekty życia nie zostały wcale poruszone. Co więcej, w wielu przypadkach, choć w ogólnych zarysach intencja prawodawcy jest zrozumiała, problematyczne staje się sformułowanie konkretnego przepisu prawnego – zdecydowanie czy dany czyn należy uznać za niezalecany czy też zakazany, jaka konkretnie sankcja powinna obowiązywać za złamanie danego prawa etc. W niektórych przypadkach do tej samej kwestii mogą odnosić się dwa (lub więcej) wersety koraniczne, sprzeczne ze sobą.
Wszystkie te problemy spowodowały konieczność ustalenia zasad interpretacji Koranu. Już w II w. hidżry zaczęły powstawać zalążki teorii abrogacji, mówiącej o tym, który werset przeważa w przypadku sprzeczności w Koranie. Zaczęto badać chronologię powstawania sur (Koran spisany został na podstawie zapamiętanych przez Towarzyszy fragmentów i ułożony w kolejności od najdłużej sury do najkrótszej, z wyjątkiem sury otwierającej (fatiha) i okoliczności ich objawienia). Analizowano język Koranu, by ustalić formuły wprowadzające nakaz lub zakaz, odróżnić sformułowania o znaczeniu ogólnym od szczegółowych etc.

### Sunna Proroka
Zgodnie z klasyczną teorią prawa muzułmańskiego, sunna Proroka – przekazywane z pokolenia na pokolenie relacje na temat słów czy działań Proroka – stanowi swego rodzaju komentarz do Koranu i jest integralną częścią Objawienia. Na sunnę Proroka składają się dokładnie cytowane opowieści z życia Mahometa (matn) wraz z isnadem, czyli łańcuchem przekazicieli danej tradycji. Łańcuch ten jest podstawą krytyki hadisów, czyli oceniania ich wiarygodności, która rośnie wraz z liczbą równoległych łańcuchów do tej samej tradycji, ich wiarygodności etc. Krytyka hadisów wymagała także badań natury historycznej, w których sprawdzano, czy sąsiadujące ze sobą w isnadzie osoby miały rzeczywiście okazję się spotkać. Hadisy jako źródło prawa w większości mają wartość jedynie mniej lub bardziej prawdopodobną; bezdyskusyjnie prawdziwe są tylko tzw. hadisy mutawatir, powtarzane powszechnie od samego początku.
Jako źródło prawa sunna jest o wiele bogatsza niż Koran, szczególnie że Mahomet działał w Medynie jako sędzia i arbiter, zarówno w sporach jednostkowych, jak i plemiennych. Odwołując się do sunny można zinterpretować niejasny werset koraniczny, można również sformułować przepis prawa tam, gdzie Koran jest zbyt ogólnikowy, bądź milczy. Zarazem jednak także sunna nie wyczerpuje materii prawa, zwłaszcza że warunki życia społeczności zmieniają się z biegiem czasu i bezustannie pojawiają się nowe, nigdy jeszcze nie rozważane, problemy.

### Idżma
Zgodnie z najpowszechniej przyjętą koncepcją, idżma to nieomylny konsensus prawników muzułmańskich, szczególnie w dziedzinie prawa. Idżma dotyczyć mogła jedynie kwestii nie rozstrzygniętych w sposób jednoznaczny przez Objawienie; jednak raz zawarty konsensus był źródłem wiedzy pewnej i niekwestionowalnej. Na podstawie idżmy można było zarówno ustalić właściwą dla danego uczynku kwalifikację prawną, jak i sankcjonować określoną interpretację niejasnego wersetu koranicznego czy też autentyczność hadisu.
Czasami jednak problematyczne okazywało się stwierdzenie, czy idżma została faktycznie zawarta. Biorąc pod uwagę rozległość świata muzułmańskiego, zgromadzenie wszystkich prawników mogących uczestniczyć w konsensusie było niemożliwością. Przyjęła się więc koncepcja tzw. idżmy sukuti, czyli idżmy milczącej. Idżmę uznawano więc za zawartą, jeśli całe pokolenie prawników zgodziło się na określoną interpretację Objawienia bądź nie wyraziło sprzeciwu. Różne szkoły wymieniały jednak różne warunki dodatkowe (by można mieć pewność, że prawnik milczy, gdyż się zgadza, a nie dlatego, że dana kwestia nie jest mu znana), niektórzy także kwestionowali całą koncepcję idżmy sukuti i wymagali wprost wyrażonej opinii każdego uprawnionego, argumentując, że nieliczni oponenci mogą milczeć również z oportunizmu.
Biorąc pod uwagę trudności w stwierdzeniu, czy idżma została faktycznie zawarta, niektórzy prawnicy uznawali za wiążącą zgodę większości.

### Kijas
Wyeliminowanie z procesu opracowywania prawa religijnego arbitralnej opinii prawnika (rayu) i narzucenie konieczności oparcia każdego przepisu na Objawieniu w naturalny sposób ograniczyło działalność prawników poszukujących rozwiązania spraw nie poruszonych, bądź nie rozstrzygniętych jednoznacznie w Koranie i sunnie do rozumowania analogicznego, czyli kijasu. Poszukiwanie analogii sprowadzało się do znalezienia w treści Objawienia podobnego przypadku i przeniesienie kwalifikacji prawnej na nową, rozważaną kwestię. Wynik rozumowania analogicznego był jedynie prawdopodobny i tym samym nie obowiązywał całej społeczności. Dopiero jeśli jedno z rozwiązań znalazło aprobatę całej wspólnoty, a więc zostało objęte idżmą, stawało się powszechnie wiążące.

## Idżtihad
Niezbędną do tworzenia prawa muzułmańskiego interpretację Objawnienia określa się terminem idżtihad. Termin ten oznacza dosłownie wielki wysiłek i oddaje ideę wielkiego zaangażowania prawnika w proces odkrywania prawa bożego. Idżtihad uznawany jest za obowiązek dla tych, którzy posiadają odpowiednie kwalifikacje. Zarazem jednak dozwolony jest tylko w przypadkach nie rozstrzygniętych jednoznacznie przez Objawienie lub idżmę.
Rezultaty idżtihadu nie mają mocy powszechnie obowiązującej i uważane są za jedynie prawdopodobne. Wynikało to z założenia, że jedynym prawodawcą jest Bóg i nie można stawiać na tym samym poziomie prawa boskiego i prawa formułowanego przez człowieka. Tym bardziej, że za pomocą idżtihadu różni prawnicy dochodzili do różnych rozwiązań, które nie mogły wszystkie być prawdziwe. Jednym z tematów dzieł usul al-fikh było więc rozważanie problemu błędnego idżtihadu. Najpowszechniej przyjęta koncepcja mówiła, że obowiązkiem człowieka jest samo podjęcie idżtihadu; jeśli wyczerpał on wszelkie wskazówki prowadzące do prawdy, a jednak się pomylił, w dalszym ciągu czeka go nagroda. Idżihad prowadzący do prawdziwego rozwiązania nagradzany zaś będzie podwójnie.